# Фелькішер Беобахтер

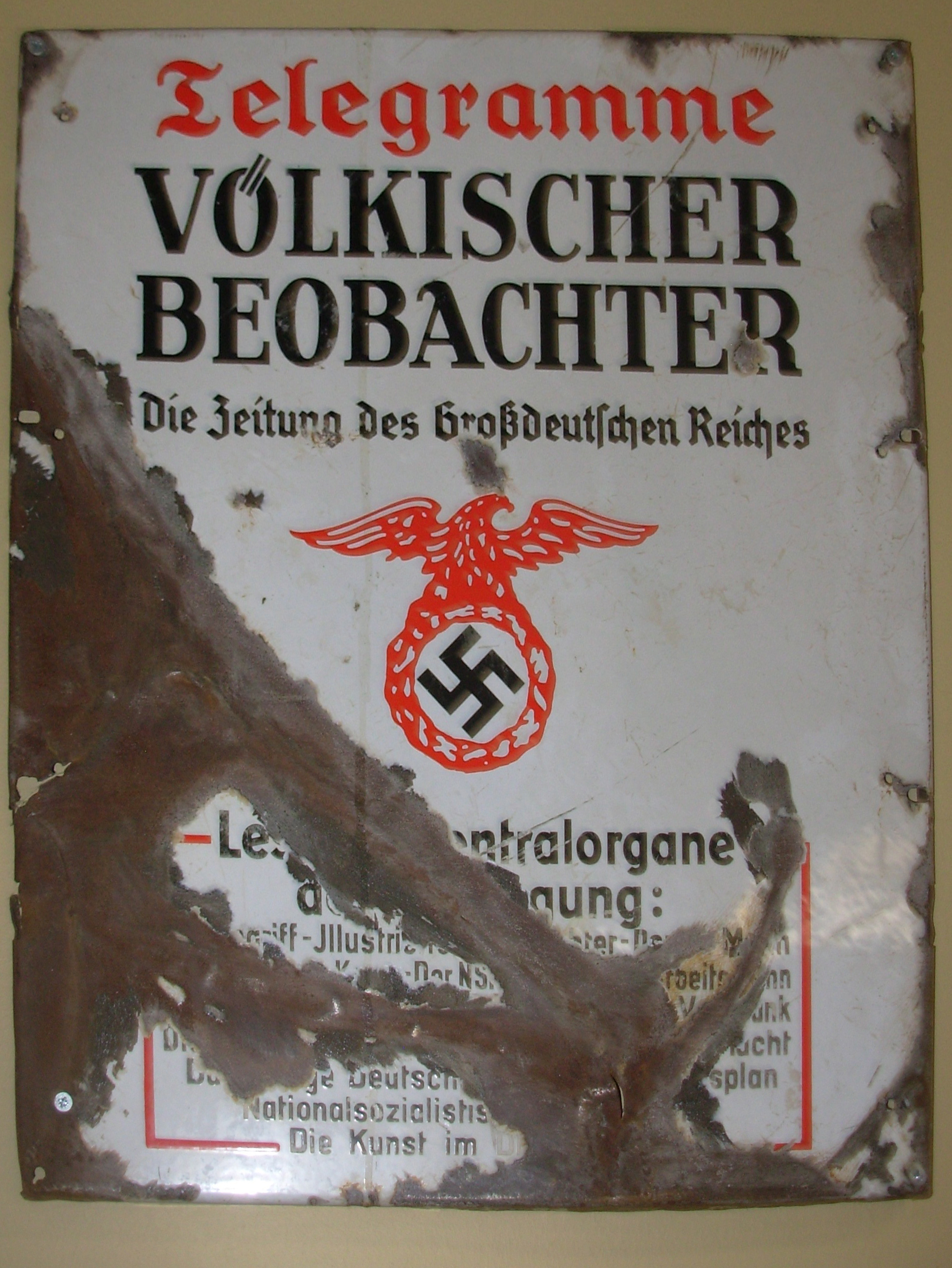
Залізна табличка з рекламою газети

«Фелькішер Бео́бахтер» (нім. Völkischer Beobachter, «Народний спостерігач») — щоденна газета, орган нацистської партії у Німеччині. Газета виходила з 1920-х років і до падіння Третього Рейху 1945 року.

## Історичні дані

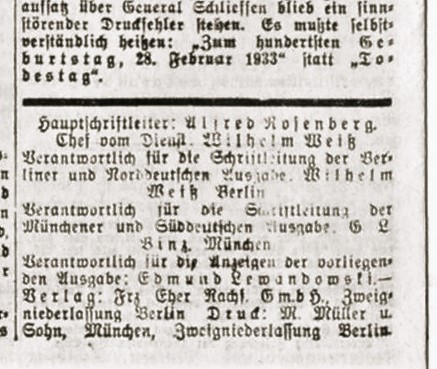
Шпальта з редакцією газети, випуск 1933 року

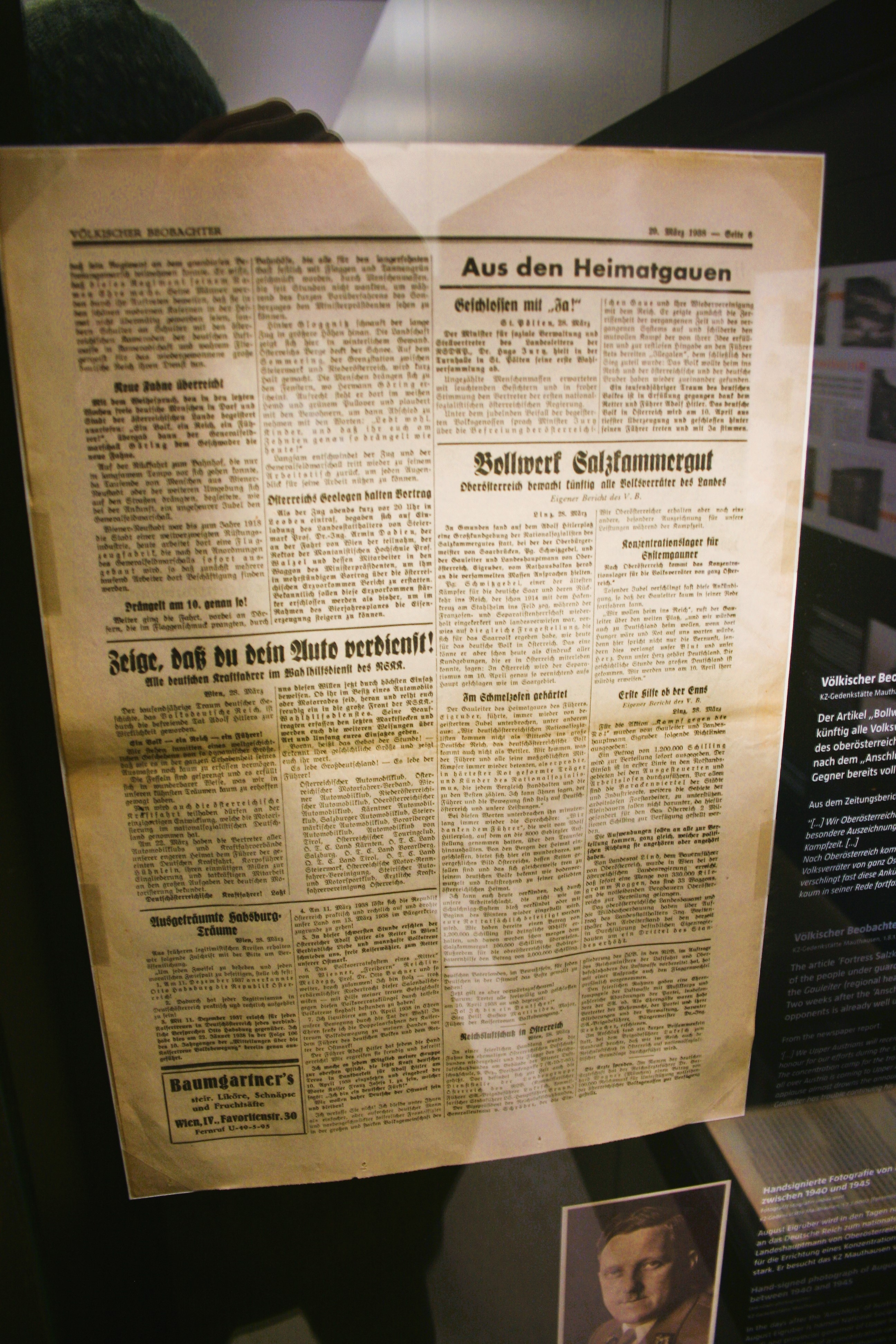
Випуск 29 березня 1938-го, примірник у концтаборі Маутгаузен.

Газета вперше почала виходити 1887 року під назвою «Мюнхенський оглядач», (нім. Münchner Beobachter) і складалася з чотирьох сторінок. Газета належала окультній профашистській Спілці Туле, аж поки 22 червня 1918 року не помер колишній володар газети Франц Еєр. Права на газету викупив інший провідний член спілки Рудольф фон Зеботтендорф. Газета не змінила назву, але перепрофіліювалась у «Спортивну газету».
У серпні 1918 року газета була перейменована у «Фелькішер Беобахтер», на той час тираж газети становив близько 7000 примірників. Основною темою газети стало розповсюдження антисемітських пліток і псевдотеорій. 1921-го газету придбав Адольф Гітлер за 100 000 марок, а 1923-го вона стала офіційним органом нацистської партії.
Публікація «Фелькішер Беобахтер» призупинялася принаймні тричі на початку 1920-х років через її антисемітські статті і критичні випади проти тогочасного уряду. Після останнього призупинення у 1925 році газета стала з тижневої щоденною. Редактором був призначений Альфред Розенберг, який продовжував підтримувати антисемітську спрямованість газети і згодом зробив її трибуною для виступів Гітлера і міністра пропаганди Йозефа Геббельса.
1930 року газета почала друкувати берлінський випуск, а 1933-го у німецькій столиці ще відкрилася редакція і друкарня. Після окупації Австрії, віденський випуск почав виходити 1938 року. Довгі роки газета була офіційним органом нацистської партії, а пізніше і нацистського уряду Німеччини, де друкувалися важливі державні оголошення і офіційна нацистська пропаганда.
1931 року тираж газети перетнув позначку 120 тис., а 1944-го друкувалося 1,7 млн примірників. Останні випуски газети вийшли у квітні і травні 1945 року, але вже не розповсюджувалися по всій країні.